# Lill Björn
Lill Björn is een onbewoond Zweeds rotseiland en zandbank, behorend tot de Pite-archipel. Het eilandje ligt op de grens met de Lule-archipel. Het eiland heeft geen oeververbinding. Het maakt deel uit van het Lill Björns Natuurreservaat en mag in de maanden mei, juni en juli niet bezocht worden.